# Nudo disteso (Modigliani 1919)
Nudo disteso è un dipinto a olio su tela (73x116 cm) realizzato nel 1919 dal pittore italiano Amedeo Modigliani.
È conservato in una collezione privata parigina.
È uno dei numerosi nudi che hanno caratterizzato la produzione dell'artista italiano.